# Confederação da Nova Inglaterra

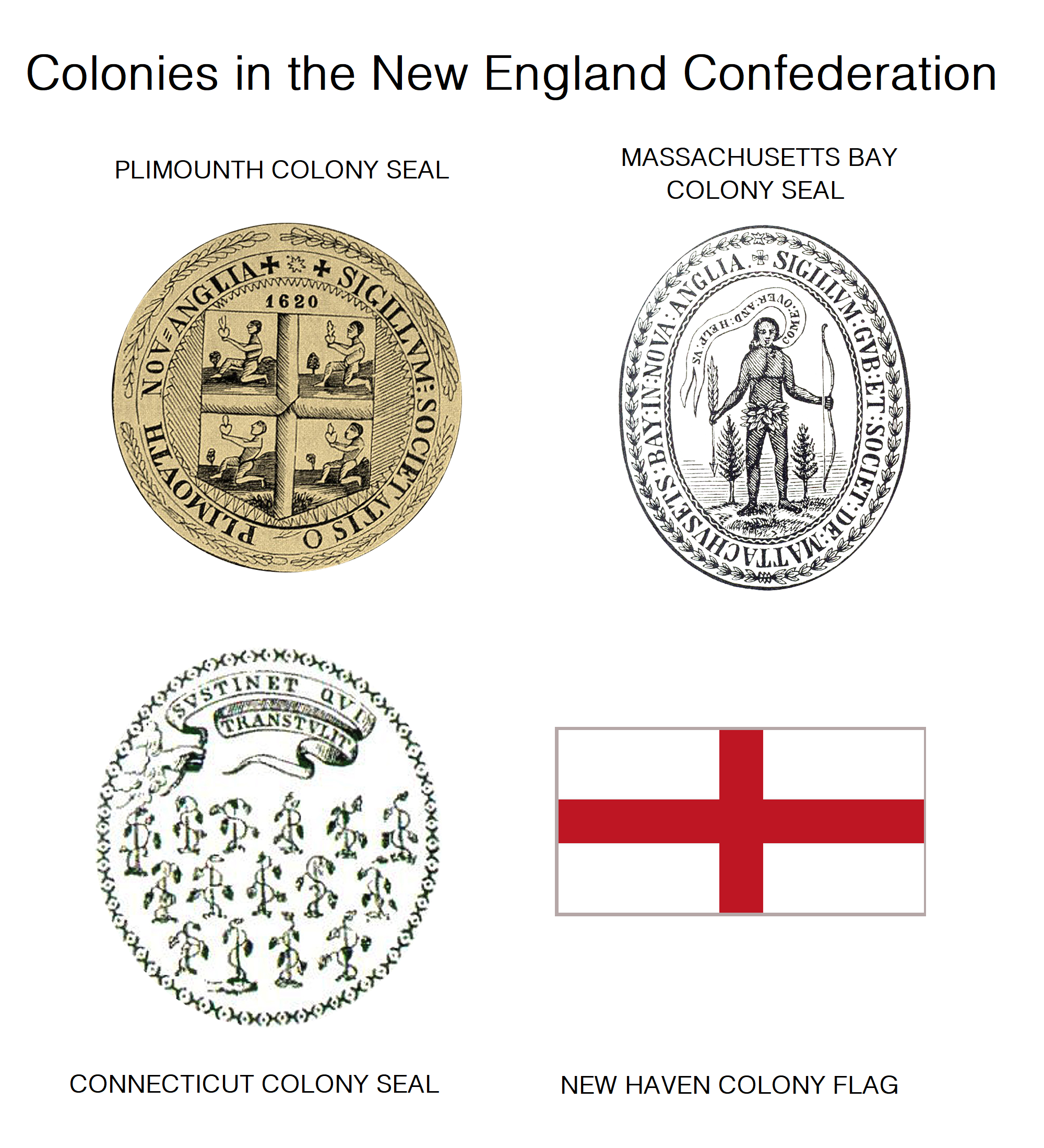
Os membros da Confederação da Nova Inglaterra.

A Confederação da Nova Inglaterra ou Colônias Unidas da Nova Inglaterra, foram uma aliança militar de curta duração das colônias da Nova Inglaterra da Baía de Massachusetts, Plymouth, Connecticut e New Haven, formadas em maio de 1643. 

## Histórico
O principal objetivo da Confederação da Nova Inglaterra era unir as colônias puritanas em apoio à igreja, em defesa contra índios americanos e da colônia holandesa da Nova Holanda. A confederação foi formada como resultado direto da Guerra Pequot, que foi uma guerra travada entre a tribo Pequot e uma aliança entre os colonos da Nova Inglaterra e seus aliados nativos americanos, os Mohegan e os Narragansetts.
Seu estatuto previa o retorno de criminosos fugitivos e servos contratados, além de servir de fórum para a solução de disputas intercoloniais. Na prática, nenhum dos objetivos foi alcançado.
A confederação foi enfraquecida em 1654 depois que Massachusetts se recusou a participar de uma expedição contra a Nova Holanda durante a Primeira Guerra Anglo-Holandesa, embora tenha recuperado importância durante a Guerra do Rei Filipe em 1675 e depois que várias cartas coloniais foram revogadas no início da década de 1680. A confederação foi dissolvida em 1686 quando James II fundiu as colônias da Nova Inglaterra em uma "megacolônia" que ficou conhecida como Domínio da Nova Inglaterra fato que encerrou oficialmente a confederação.